# Philasterida
Ordre
Les Philasterida sont un ordre de Ciliés de la classe des Oligohymenophorea.

## Description
L'Ordre Philasterida se caractérise par un paroral plus court que les autres structures buccales, généralement par une réduction des segments paroraux a et c et par une scutica séparée et postérieure au paroral.
.

## Liste des familles
Selon le World Register of Marine Species (30 septembre 2023) :
- Cinetochilidae Perty, 1852
- Cohnilembidae Kahl, 1933
- Cryptochilidae Berger in Corliss, 1979
- Entodiscidae Jankowksi, 1973
- Entorhipidiidae Madsen, 1931
- Loxocephalidae Jankowksi, 1964
- Orchitophryidae Cépède, 1910
- Paralembidae Corliss & de Puytorac in Samall & Lynn, 1985
- Parauronematidae Small & Lynn, 1985
- Philasteridae Kahl, 1931
- Pseudocohnilembidae Evans & Thompson, 1964
- Schizocaryidae Jankowksi, 1979
- Thigmophryidae Chatton & Lwoff, 1926
- Thyrophylacidae Bergen in Corliss, 1961
- Uronematidae Thompson, 1964

Selon GBIF (30 septembre 2023) :
- Entodiscidae
- Orchitophryidae
- Paralembidae
- Philasteridae
- Schizocaryidae
- Thyrophylacidae

Selon Lynn (2010) :
- Cinetochilidae
- Cohnilembidae
- Cryptochilidae
- Entodiscidae
- Entorhipidiidae
- Loxocephalidae
- Orchitophryidae
- Paralembidae
- Parauronematidae
- Philasteridae
- Pseudocohnilembidae
- Schizocaryidae
- Thigmophryidae
- Thyrophylacidae
- Uronematidae
- Urozonidae

## Systématique
Le nom valide complet (avec auteur) de ce taxon est Philasterida Small, 1967.